# Cantone di Thonon-les-Bains-Est
Il Cantone di Thonon-les-Bains-Est era un cantone francese dell'arrondissement di Thonon-les-Bains.
A seguito della riforma approvata con decreto del 13 febbraio 2014, che ha avuto attuazione dopo le elezioni dipartimentali del 2015, è stato soppresso.

## Composizione
Comprendeva parte della città di Thonon-les-Bains e i comuni di:
- Armoy
- Bellevaux
- Lullin
- Lyaud
- Marin
- Reyvroz
- Vailly